# Wulfeniopsis
Wulfeniopsis es un género de plantas de flores de la familia Scrophulariaceae con dos especies. 

## Especies seleccionadas
- Wulfeniopsis amherstiana
- Wulfeniopsis nepalensis

- Datos: Q9096322
- Especies: Wulfeniopsis